# Goodfly
GoodFly fue una sociedad-touroperador español dedicado a los paquetes turísticos chárter y la concertación de actividades aéreas,  con base en el Aeropuerto de Burgos. Su actividad abarcaba desde la formación de pilotos privados (PPL) y azafatas hasta la aviación comercial ofertando chárters desde León, La Coruña y Tenerife-Norte y estacionales desde Granada, León, Burgos, Valladolid y Tenerife-Norte.
Pese a publicitarse abiertamente como aerolínea, la sociedad carecía de certificado para operar como compañía aérea, y lo hacía únicamente como agente de viajes chárter.

## Historia
Goodfly se fundó en el año 2010.  Durante el año 2011, alquiló en régimen de wet-lease una aeronave Saab 340 del operador polaco Sky Taxi. Durante el año 2012, continuó bajo régimen de alquiler con un avión Fokker F50 con matrícula SX-BRM, operado por la compañía griega Minoan Air. En 2013 ofreció vuelos desde La Coruña operados por Bulgarian Air Charter.

## Flota
- Beechcraft 1900D.
- Cessna 402B.
- Eclipse 500.
- Fairchild Metro III.
- Fokker 50.
- MD-87.
- Saab 340B ACMI.
- Socata TB9.